# Gorkovski avtomobilny zavod
Gorkovski avtomobilny zavod (Russisch: Горьковский автомобильный завод; [Gorkovski avtomobilny zavod]; "Automobielfabriek van Gorki") of GAZ (ГАЗ) is een Russische autofabriek in Nizjni Novgorod en onderdeel van de groep GAZ. De fabriek startte in 1929 als NNAZ, een samenwerkingsverband tussen Ford en de Sovjet-Unie. De naam veranderde toen de stadsnaam van Nizjni Novgorod werd vernoemd naar Maksim Gorki. Van 1935 tot 1956 werd daar de toevoeging imeni Molotova achter geplakt (letterlijk "vernoemd naar Molotov").
Tegenwoordig worden door GAZ minibussen, vrachtauto's, autobussen en bouwmachines gemaakt en sinds 2012 ook personenauto's in opdracht van Volkswagen AG.

## Geschiedenis

### Plannen en contracten
Valerian V. Osinskii (1887-1938) was de grote promotor achter dit project. Hij had een hoge positie bij Gosplan en was in 1925 en 1926 enige maanden op reis geweest in de Verenigde Staten. Hier had hij ook diverse automobielfabrieken in Detroit bezocht. Terug in de Sovjet-Unie begon hij te lobbyen voor een grote autofabriek met een capaciteit van meer dan 100.000 voertuigen op jaarbasis. Op 1 september 1927 kreeg hij van het Politbureau toestemming om met de Amerikanen te onderhandelen over technische samenwerking. In april 1928 reisde hij weer naar de VS om de samenwerking met de Ford vorm te geven. Ford was al sinds 1909 actief in Rusland en leverde Model T voertuigen en Fordson tractoren.
De gesprekken waren succesvol en op 31 mei 1929 sloot de Opperste Sovjet een overeenkomst met Ford. Afgesproken was dat Ford technische bijstand zou leveren voor de bouw van de fabriek, assisteren bij de opleiding van het personeel en een licentieovereenkomst voor de bouw van twee Ford automodellen. Tot slot leverde Ford 72.000 Model T voertuigen over een periode van vier jaar. Ford leverde alle onderdelen en de Sovjet-Unie was verantwoordelijk voor de assemblage om zo enige ervaring te krijgen.

### Bouw en opstartproblemen
Bij Nizjni Novgorod werd een groot terrein vrijgemaakt voor de fabriek en woningen voor de aannemers en het fabriekspersoneel. Het architectenbureau van Albert Kahn was verantwoordelijk voor het ontwerp en het eveneens Amerikaanse Austin Company werd de hoofdaannemer. Op 1 mei 1930 ging de bouw van start. Er waren veel problemen, Russische arbeiders werkten anders dan de Amerikanen gewend waren, de bureaucratie, plannen werden bijgesteld waarmee de geplande capaciteit met 40% toenam en de huisvesting van de arbeiders was ruimschoots onvoldoende. Ondanks deze tegenslagen kwamen de hoofdgebouwen op 1 november 1931 gereed en kon de productie van start gaan.
Vanaf januari 1932 kwam de productie moeizaam op gang. In februari werden 10 voertuigen afgeleverd en in juli was dit gestegen naar 775. Dit lag ver beneden de doelstelling van ruim 10.000 voertuigen per maand. Het eerste model van de fabriek was de gemiddeld geprijsde Ford Model A, die eerst werd verkocht als GAZ-A en Ford Model AA onder de naam GAZ-AA. De "A" productie begon in 1932 en liep tot 1936, waarbij 100.000 exemplaren werden gebouwd. In 1937 werden in de Sovjet-Unie in totaal 130.000 voertuigen gemaakt, dit was gelijk aan de capaciteit van de fabriek in Nizjni Novgorod waarmee de fabriek nog steeds niet voldeed aan de verwachtingen.
De A werd opgevolgd door de modernere GAZ-M1, die grotendeels gebaseerd was op de Ford Model 40 en werd geproduceerd van 1936 tot 1942. De "M" stond voor Molotovets ("van Molotovs trots"), wat de bron vormde voor de bijnaam van de auto; Emka (Эмка). Technisch was de fabriek nog niet in staat een V8 motor te fabriceren. De bestaande viercilinder in lijn motor van de GAZ-AA werd aangepast en het vermogen nam met 10 pk toe tot 50 pk. Er zijn in totaal zo'n 68.000 exemplaren van gemaakt, waarvan er 10.500 naar het leger zijn gegaan. De Grote Zuivering had ook zijn effect op de fabriek. Diverse leidinggevenden werden opgepakt en op 1 september 1938 werd de grondlegger Osinskii geëxecuteerd. Hij was toen niet meer direct betrokken bij het project. In 1938 werkten er 40.000 mensen en er werden 140.000 voertuigen geproduceerd in vergelijking tot 211.000 stuks in de hele Sovjet-Unie.

### Tweede Wereldoorlog
De oorlogsdreiging leidde tot een verschuiving van auto, naar voertuigen voor het leger. Tijdens de oorlog werden ruim 100.000 voertuigen gemaakt, waaronder de GAZ-MM en GAZ-AAA vrachtwagens, ziekenwagens, halftracks en ook 12.000 lichte tanks van het type T-60 en T-70. De mannen gingen naar het front en meer dan de helft van het personeel bestond uit vrouwen. De fabrieken lagen in het bereik van de bommenwerpers van de Luftwaffe en werden in de zomer van 1943 regelmatig gebombardeerd. Door de ervaring met de A en M-1 wisten ingenieurs bij GAZ hun eigen automodel te ontwikkelen onafhankelijk van Ford. In 1942 begon de productie van de GAZ-M2, een auto die bedoeld was voor de hogere klasse, die in beperkte oorlogsproductie bleef tot 1946. De carrosserie van de M-2 werd in beperkte productie vanaf 1941 op een vierwielaangedreven (4x4) onderstel geplaatst en in kleine hoeveelheden verkocht als de GAZ-61. Hiernaast werden tijdens de oorlogsjaren ook de Chevrolet G7107 (met hijsinstallatie) en G7117 geproduceerd uit onderdelen die uit de Verenigde Staten werden geïmporteerd als onderdeel van de Lend-Lease Act.

### Naoorlogse successen
Tijdens de oorlogsjaren werkten ingenieurs bij GAZ aan de ontwikkeling van een nieuw automodel, dat in productie moest worden genomen, wanneer de vijandelijkheden waren beëindigd. Dit model, de GAZ M20 Pobeda ("overwinning"), kwam in 1946 in productie en door GAZ werd geproduceerd tot 1958 en onder licentieproductie door het Poolse FSO tot de jaren 70. De Pobeda was ruim 12 jaar in productie en er werden 236.000 exemplaren van gemaakt. De eerste naoorlogse vrachtwagen was de GAZ-51, deze bleef tientallen jaren in productie en waarvan er 3,5 miljoen exemplaren zijn gemaakt. Daarnaast werd de GAZ 72, een 4x4 versie van de GAZ M20 Pobeda, op kleine schaal geproduceerd. Deze werden opgevolgd door de Volga-modellen M21, 24 en 31. Daarnaast produceerde GAZ de limousines GAZ 12 ZIM, GAZ 13 en GAZ 14 Tsjaika. In 1965 telde de fabriek 85.350 werknemers.

### Uiteenvallen Sovjet-Unie
Na het uiteenvallen van de Sovjet-Unie in 1990 braken moeilijk tijden aan. De vraag vanuit de twee grootste klanten, het leger en de landbouwsector, stortte in en de consument gaf de voorkeur aan westerse automobielen. Met financiële steun van de overheid werd de aandacht verlegd naar lichte bedrijfsvoertuigen en pantserwagens zoals de BTR-80 voor het leger. De GAZel bestelwagen werd geïntroduceerd. Deze was zeer succesvol en in 1997 werden er bijna 90.000 van gemaakt. Een zware terugslag kwam in 1998 als een gevolg van de Roebelcrisis. In 1998 produceerde het 223.000 voertuigen, dit was twee auto’s per werknemer en de fabriek was daarmee zeer inefficiënt.
In 2000 kocht de oligarch Oleg Deripaska via een van zijn bedrijven een aandelenbelang van 26% in GAZ, voldoende om het bestuur over te nemen. Deze schoonzoon van president Jeltsin en vriend van president Poetin halveerde het aantal medewerkers in zes jaar tijd en alle bedrijfsvreemde activiteiten, zoals ziekenhuizen, scholen en kinderopvang, werden afgestoten aan de regionale overheid. De productie van de Volga personenwagen werd in 2007 gestaakt.
Toen DaimlerChrysler zijn Sterling Heights-fabriek moderniseerde in 2006, werden een licentie en de productie-uitrusting van de Dodge Stratus/Chrysler Sebring verkocht aan GAZ, dat de auto als GAZ Volga Siber in productie nam. Met het stopzetten van de Siber-productie in 2010 beëindigde GAZ voorlopig de productie van personenauto's.
Op 14 juni 2011 sloten Volkswagen en Groep GAZ een samenwerkingsovereenkomst. GAZ gaat voertuigen van de merken Volkswagen en Škoda produceren. Eind 2012 liepen de eerste voertuigen van de band, maar er worden echter geen eigen personenautomodellen meer geproduceerd. In 2019 werden 217.000 voertuigen van alle merken van de Volkswagen groep in Rusland verkocht. Hiervan werden er 214.000 in Rusland geproduceerd, waarvan 150.000 stuks in de Volkswagenfabriek in Kaloega en 64.000 voertuigen in Nizjni Novgorod.
Na de Russische inval in Oekraïne in 2022 bouwden westerse bedrijven hun projecten in Rusland af en ook Volkswagen staakte de productie bij GAZ. Het bedrijf viel noodgedwongen terug op een oud concept: de Volga personenwagen. Met hulp van China kwam in 2024 een nieuw model op de markt.

## Naslagwerk
- (en)  Lewis H. Siegelbaum, Cars for Comrades: The Life of the Soviet Automobile. Cornell University Press (2008) ISBN 9780801446382